# Hylesia colimatifex
Hylesia colimatifex är en fjärilsart som beskrevs av Dyar 1926. Hylesia colimatifex ingår i släktet Hylesia och familjen påfågelsspinnare. Inga underarter finns listade i Catalogue of Life.